# Charles de Gaulle - Étoile (métro de Paris)
Pour les articles homonymes, voir Charles de Gaulle (homonymie).
Charles de Gaulle - Étoile est une station des lignes 1, 2 et 6 du métro de Paris, implantée sous la place Charles-de-Gaulle. Initialement appelée Étoile, elle est située à la limite des 8e, 16e et 17e arrondissements de Paris.

## Situation
La station se trouve sous la partie nord de la place Charles-de-Gaulle, laquelle se situe à la limite administrative entre le quartier des Champs-Élysées au sud-est, le quartier du Faubourg-du-Roule à l'est, le quartier de Chaillot au sud et le quartier des Ternes au nord. Les quais sont établis :
- sur les lignes 1 (entre les stations Argentine et George V) et 6 (précédant la station Kléber), de façon accolée, au nord de l'Arc de triomphe, parallèlement à l'axe historique de Paris ;
- sur la ligne 2 (entre les stations Victor Hugo et Ternes), quasi perpendiculairement aux précédents, au niveau inférieur, sous le début de l'avenue de Wagram.

Un raccordement de service est embranché en talon sur les lignes 1 et 6. Il est relié à la ligne 6 juste avant son terminus et à la ligne 1 sur la voie en direction de Château de Vincennes en aval de la station. Une seconde connexion, dite « raccordement de Boissière », reliait auparavant la même voie de la ligne 1 à celle de la ligne 2 pour Porte Dauphine en passant sous la section occidentale de la boucle de la ligne 6 ; le tunnel est dorénavant condamné à la suite de l'automatisation de la ligne 1.
La station est directement reliée à la gare de Charles de Gaulle - Étoile sur la ligne A du RER, tandis que le tunnel de la ligne E du RER entre la gare de Neuilly - Porte Maillot et la gare d'Haussmann - Saint-Lazare passe également au nord de ladite station, sans toutefois la desservir.

## Histoire

### Mises en service
La station est ouverte le 1er septembre 1900 sous le nom d'Étoile, soit plus d'un mois après la mise en service de la première section de la ligne 1 entre Porte de Vincennes et Porte Maillot, le 19 juillet précédent. Jusqu'alors, les rames de métro la traversaient sans y marquer l'arrêt.

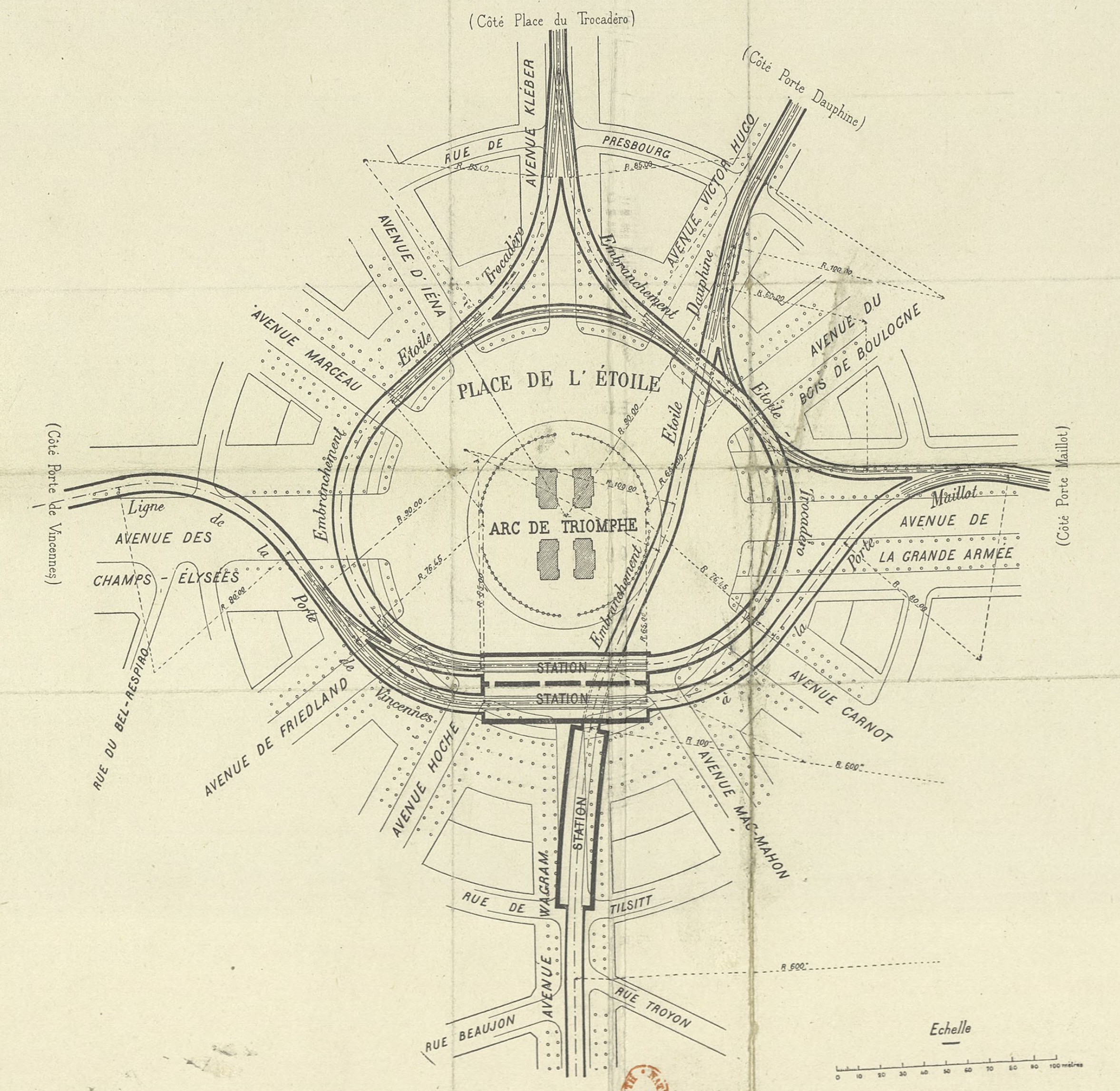
Plan de la station Étoile de 1903. Direction nord en bas.

Le 2 octobre 1900, le terminus de la ligne 2 Sud, constituée du tronçon Étoile - Trocadéro de l'actuelle ligne 6, est ouvert. Cette ligne est d'abord exploitée sous la forme d'un embranchement de la ligne 1 jusqu'au 5 novembre 1903, date où elle est prolongée d'une station jusqu'à Passy.
Le 13 décembre 1900, la station de la ligne 2 Nord est ouverte à son tour et constitue provisoirement le terminus oriental de son premier tronçon jusqu'au 7 octobre 1902, date à laquelle la ligne est prolongée jusqu'à Anvers. Le 17 octobre 1907, celle-ci devient plus simplement la ligne 2 à la suite de l'absorption de la ligne 2 Sud le 14 octobre précédent par la ligne 5, qui effectue alors le trajet d'Étoile à Lancry (actuelle station Jacques Bonsergent).
Du 17 mai au 6 décembre 1931, le tronçon entre Place d'Italie et Étoile de la ligne 5 est incorporé temporairement à la ligne 6, qui relie alors Étoile à Nation afin d'optimiser la desserte de l'exposition coloniale qui se tient cette année-là au bois de Vincennes. Cette section, rendue ensuite à la ligne 5 qui avait alors Gare du Nord pour terminus, est définitivement cédée à la ligne 6 le 6 octobre 1942, en pleine Seconde Guerre mondiale, afin de permettre le prolongement de la ligne 5 au nord-est jusqu'à Église de Pantin dès le 12 octobre suivant, sans rallonger excessivement son temps de parcours.
Le 19 janvier 1970, la station est mise en correspondance avec la nouvelle gare de Charles de Gaulle - Étoile du Métro régional, embryon de l'actuelle ligne A du RER qui naît officiellement en 1977. La station précitée prend son toponyme actuel de Charles de Gaulle - Étoile le 30 novembre suivant.

### Origine des noms
La station doit sa dénomination originelle d'Étoile à son implantation sous la place de l'Étoile, telle que cette dernière est alors dénommée du fait des multiples avenues qui y aboutissent, lui conférant ainsi, depuis une vue aérienne, la forme d'une étoile à douze rayons.
Le nom de Charles de Gaulle est ajouté en 1970 à la suite de la nouvelle désignation de la place précitée, laquelle rend hommage au résistant et président de la République Charles de Gaulle (1890-1970) à la suite de la mort du général survenue le 9 novembre de la même année. La station devient ainsi la deuxième d'une série de quatre sur le réseau dont l'appellation reprend le nom d'un ancien président de la République française, après Félix Faure sur la ligne 8 et Bibliothèque François-Mitterrand sur la ligne 14 ; suivra ensuite la station Romainville - Carnot sur l'extension de la ligne 11.
Le 16 juillet 2018, une partie des plaques nominatives des quais des lignes 2 et 6 sont provisoirement remplacées afin de célébrer la victoire de la France à la Coupe du monde de football de 2018, comme dans cinq autres stations. Charles de Gaulle - Étoile est humoristiquement renommée « On a 2 Étoiles » avec deux petites étoiles dorées inscrites en bas de la plaque (au-dessous du « 2 »), en référence à la deuxième étoile décrochée par l'équipe de France ; cette même étoile fut par ailleurs projetée la veille aux côtés de la première sur l'Arc de triomphe, dont la station assure la desserte.

### Modernisations
Les couloirs de correspondance sont modernisés vers les années 1950 avec la pose de carreaux de couleur sable à motifs creux sur les piédroits, toujours en place aujourd'hui et que l'on retrouve encore dans des couloirs de quelques autres stations comme Saint-Paul sur la ligne 1 et Miromesnil sur les lignes 9 et 13, ainsi que dans un passage isolé de la station Denfert-Rochereau, à proximité de la gare éponyme sur la ligne B du RER.
Les quais de la ligne 1, comme la majorité de ses points d'arrêt entre mai 1963 et décembre 1964, se voient rallongés à 90 mètres afin de permettre l'accueil de rames MP 59 de six voitures à roulement pneumatique, en remplacement des anciennes rames Sprague-Thomson à cinq caisses, ceci afin de faire face aux importantes surcharges chroniques apparues à partir de la Seconde Guerre mondiale. Comme à Bastille sur la même ligne, la présence de courbes suivies de contre-courbes en amont et en aval de la station a exclu un allongement des quais à 105 mètres (soit la longueur existante de certaines stations de la ligne) comme envisagé initialement, dimensions qui auraient permis l'arrêt de rames de sept voitures.
Le terminus de la ligne 6 est modifié en 1967 en prévision de la conversion de cette dernière au roulement pneumatique ainsi que de l'arrivée de la ligne A du RER. La deuxième voie sur la gauche, dépourvue de quai, est supprimée au profit de la création d'un second quai plus étroit, dédié au débarquement des voyageurs et relié à une coursive latérale par de larges ouvertures à travers le piédroit, tandis que la voie restante est décalée vers la gauche afin de permettre l'élargissement du quai d'origine qui, depuis lors, ne sert plus qu'à l'embarquement. L'espace libéré sur l'ancien tracé du tunnel, à la courbure caractéristique, est transformé en couloir de liaison en provenance du RER par l'édification d'un mur de séparation. Ces réaménagements, réalisés en parallèle d'une reconversion de la station voisine Kléber en terminus technique, permettent d'augmenter la fluidité des échanges de voyageurs dans cette station contrainte par sa configuration, étant située directement sur la boucle de retournement à sens unique de la ligne 6.
À l'occasion de la connexion de la station de métro avec la gare du RER et de la pneumatisation des lignes 1 et 6, l'ensemble des points d'arrêt sont modernisés à leur tour par l'adoption du style « Mouton-Duvernet », décoration caractérisée par sa couleur orange tranchant radicalement avec le blanc dominant de l'origine du métro. Ces aménagements sont par la suite complétés de sièges de style « Motte » rouges sur les trois lignes. Le style « Mouton » est cependant retiré de station de la ligne 1 en 2008, rénovée en 2010 dans le cadre de l'automatisation de cette dernière. Ses quais sont rehaussés afin d'être équipés de portes palières, installées en avril 2011. La station est ainsi l'une des dernières de la ligne à recevoir des façades de quai compte tenu de sa configuration en courbe, laquelle rend leur pose plus délicate que dans les stations à quais rectilignes.

### Accidents
Le terminus de la ligne 6 est le théâtre de deux déraillements dans le courant des années 1990 :
- le 26 décembre 1990, la motrice arrière d'une rame déraille lors de son passage sur un appareil de voie en aval de la station et son attelage se rompt, provoquant sept blessés légers[5] ;
- le 18 novembre 1996, le déraillement de deux voitures d'un train blesse légèrement deux personnes[6].

### Jeux olympiques d'été de 2024
Durant les Jeux olympiques et paralympiques d'été de 2024, une signalétique spécifique sur fond rose est mise en place par-dessus le nom de la station sur les quais des trois lignes, comme dans une centaine de gares et stations d'Île-de-France, afin de souligner en l'occurrence la possibilité de rejoindre à pied le site du Trocadéro (à distance), lequel doit accueillir les épreuves de triathlon et para-triathlon, de cyclisme sur route, d’athlétisme et de natation. Ce site olympique est également mentionné à la station Trocadéro sur les lignes 6 et 9, qui le dessert plus directement.

### Fréquentation
Nombre de voyageurs entrés à cette station :
| Année                      | 2013      | 2014      | 2015      | 2016      | 2017      | 2018      | 2019      | 2020      | 2021      |
| -------------------------- | --------- | --------- | --------- | --------- | --------- | --------- | --------- | --------- | --------- |
| Nombre de voyageurs par an | 9 067 635 | 8 941 588 | 8 910 878 | 8 381 433 | 8 530 182 | 8 181 646 | 7 296 559 | 3 152 200 | 4 291 663 |
| Rang                       | 22e       | 25e       | 25e       | 26e       | 26e       | 29e       | 36e       | 53e       | 47e       |
| Nombre de stations         | 302       | 302       | 302       | 302       | 302       | 302       | 302       | 304       | 304       |

## Services aux voyageurs

### Accès
La station dispose de 11 accès :

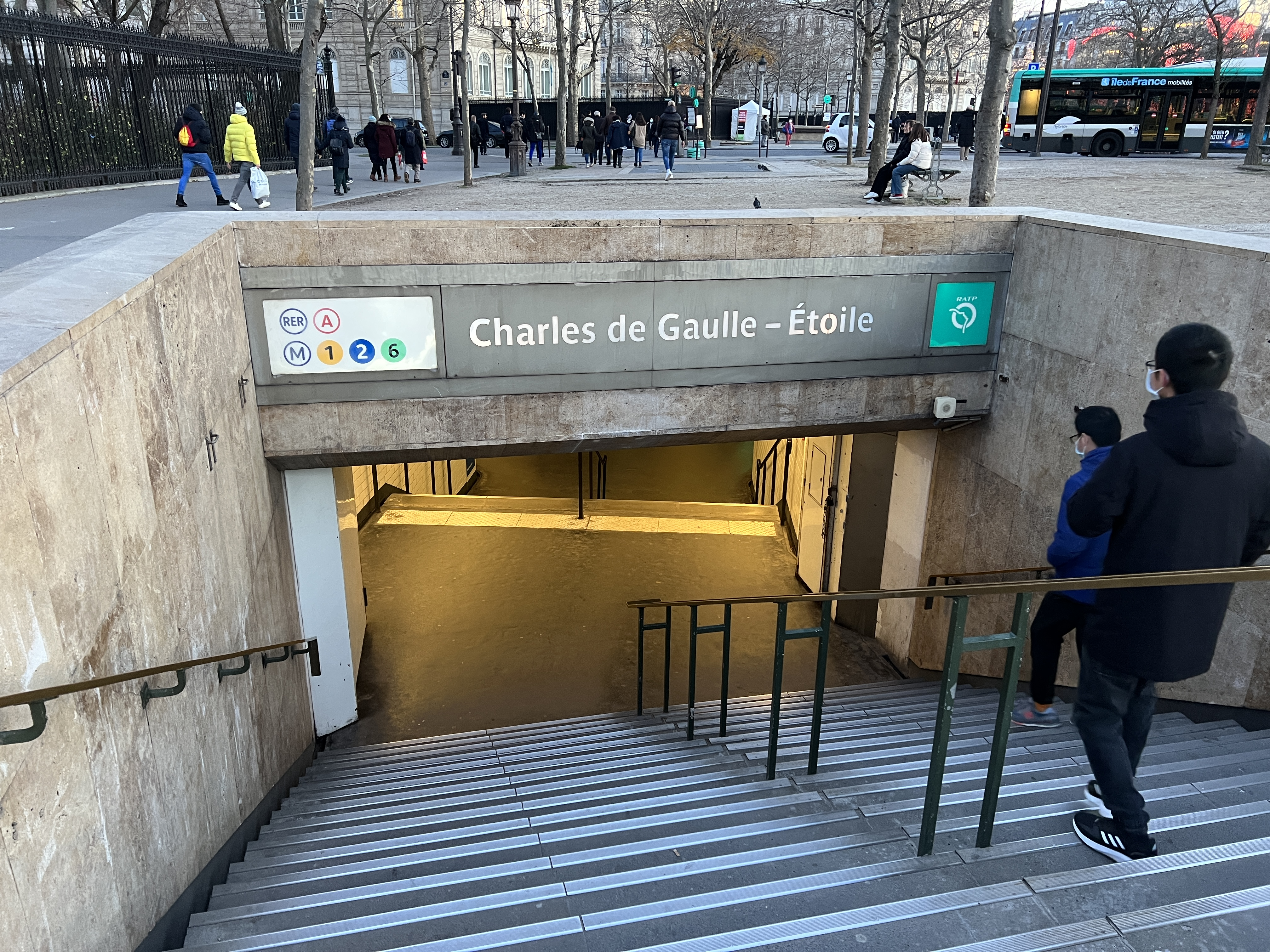
Un des accès.

- Accès no 1 « Champs-Élysées » : avenue des Champs-Élysées, côté pair ;
- Accès no 2 « Avenue de Friedland » : angle place Charles de Gaulle / avenue de Friedland, côté pair ;
- Accès no 3 « Avenue Victor-Hugo » ;
- Accès no 4 « Avenue Hoche » : place Charles-de-Gaulle (angle avenue de Wagram, côté impair) ;
- Accès no 5 « Avenue de Wagram » : place Charles-de-Gaulle (angle avenue de Wagram, côté pair) ;
- Accès no 6 « Avenue Carnot-Parc Auto » : avenue Carnot, côté pair ;
- Accès no 7 « Avenue Carnot » : avenue Carnot, côté impair ;
- Accès no 8 « Avenue de la Grande Armée » : avenue de la Grande-Armée, côté pair ;
- Accès no 9 « Rue de Presbourg » : avenue de la Grande-Armée, côté impair ;
- Accès no 10 « Avenue Foch-Parc Auto » : avenue Foch, côté impair ;
- Accès no 11 « Rue Beaujon » : avenue de Wagram, côté impair.

### Quais

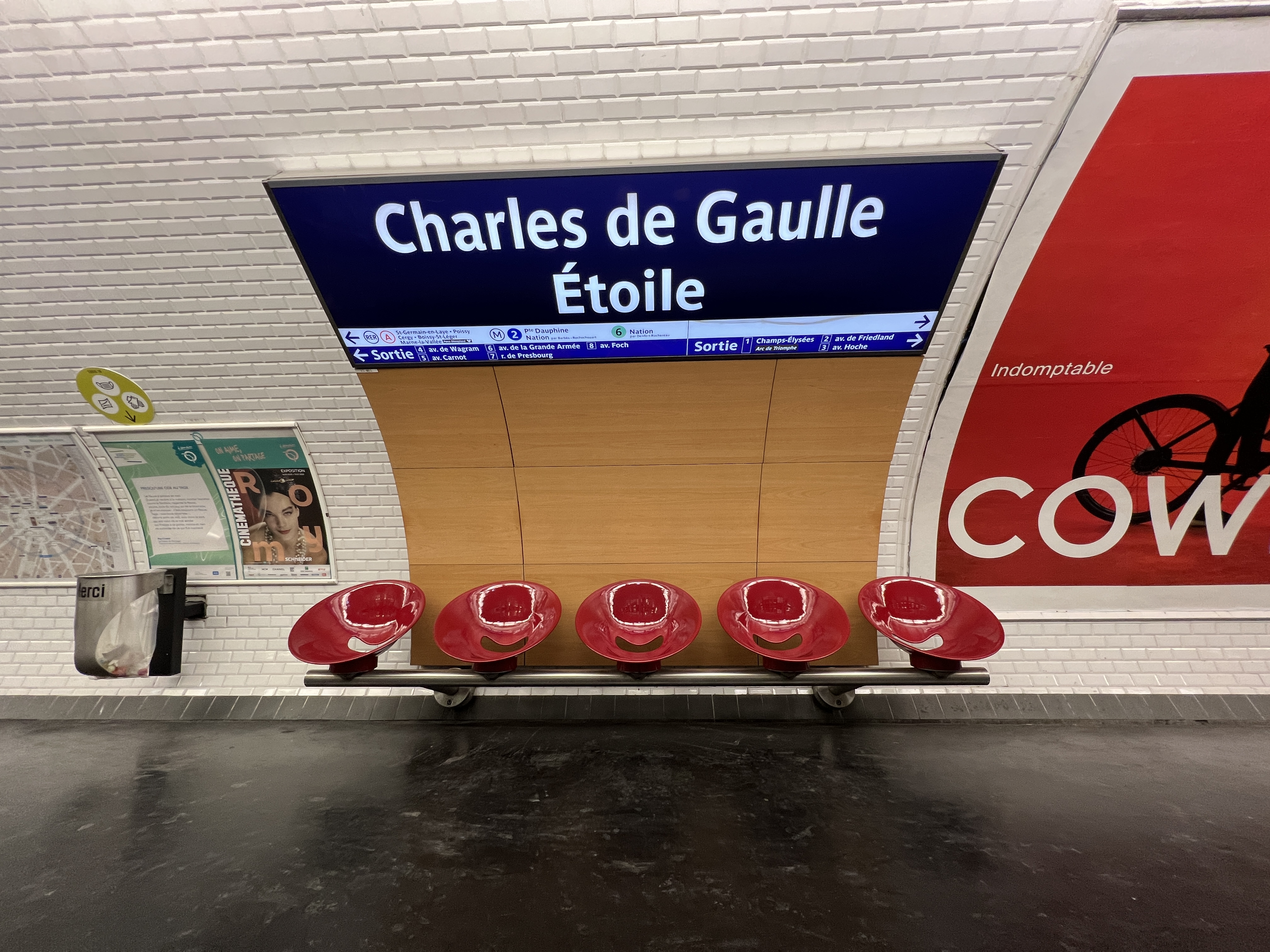
Sur la ligne 1, le panneau annonçant le nom de la station est illuminé de l'intérieur.

Les quais de la ligne 1, longs de 90 mètres et en légère courbe à l'ouest, sont de configuration standard : au nombre de deux, ils sont séparés par les voies du métro situées au centre et la voûte est elliptique. La décoration est du style utilisé pour la majorité des stations du métro, combinée aux aménagements spécifiques de cette ligne depuis son automatisation intégrale : les bandeaux d'éclairage sont blancs et arrondis dans le style « Gaudin » du renouveau du métro des années 2000, et les carreaux de céramique blancs biseautés recouvrent les piédroits, la voûte ainsi que les tympans. Les cadres publicitaires sont en céramique blanche et le nom de la station est inscrit en police de caractères Parisine sur des panneaux rétro-éclairés incorporés pour la plupart à des caissons parés de bois. Les quais sont équipés de sièges « Akiko » de couleur rouge bordeaux au droit des caissons précités et comportent des portes palières mi-hauteur.

La station de la ligne 2, longue de 75 mètres et en très légère courbe, est également à disposition classique à deux quais latéraux encadrant les voies du métro sous une voûte elliptique. En revanche, contrairement à celle de la ligne 1, elle a conservé son style « Mouton-Duvernet » des années 1970 avec des piédroits et tympans recouverts de carreaux en deux principaux tons d'orange posés horizontalement et alignés verticalement, une voûte enduite et peinte en blanc ainsi que des bandeaux lumineux oranges plats caractéristiques de ce style décoratif. Les cadres publicitaires sont métalliques et le nom de la station est écrit en typographie Parisine sur des plaques émaillées. Les sièges « coque », caractéristiques du style « Motte », sont de couleur rouge.
Le terminus de la ligne 6 forme une boucle sous la place avec une station de 75 mètres de long accolée à celle de la ligne 1, constituée d'un quai étroit à la gauche de la rame pour la descente des voyageurs et d'un autre plus large à sa droite pour la montée (ce dernier communiquant avec le quai de la ligne 1 en direction de Château de Vincennes par de larges ouvertures à travers le piédroit), selon la solution espagnole. Du fait de cette contrainte, il ne s'agit que d'un terminus « commercial » et les rames repartent immédiatement après pour effectuer un arrêt prolongé lié à la régulation à la station Kléber qui joue donc le rôle de terminus. Comme pour la station de la ligne 2, les quais sont aménagés en style « Mouton » avec des carreaux orangés présentant toutefois davantage de nuances, posés horizontalement et alignés verticalement sur les piédroits et les tympans, ainsi qu'une voûte elliptique peinte en blanc et un bandeau lumineux typique de cette décoration. Un second dispositif d'éclairage constitué de tubes partiellement dissimulés éclaire le piédroit du quai de débarquement, lequel est pourvu de cadres publicitaires métalliques gris, et le nom de la station figure en lettres capitales sur des plaques émaillées. Comme sur la ligne 2, les sièges « Motte » sont de couleur rouge, mais uniquement disposés sur le quai d'embarquement.

### Intermodalité
La station est reliée par des couloirs de correspondance à la gare RER du même nom de la ligne A.
Elle est desservie par les lignes de bus 22, 30, 31, 52, 73, 92 et 341 du réseau de bus RATP. En outre, la nuit, elle est desservie par les lignes N11, N24, N53, N151 et N153 du Noctilien.

## À proximité
- Arc de triomphe de l'Étoile (de par la desserte directe du monument, la station est particulièrement fréquentée des touristes de la capitale)
- Avenue des Champs-Élysées (section nord-ouest de l'avenue, bordée de nombreux magasins et restaurants)
- Ambassade de Belgique
- Ambassade du Qatar
- Ambassade du Kazakhstan
- Ambassade d'Angola
- Royal Monceau
- Hôtel Salomon de Rothschild

## Cinéma
Dans le film Peur sur la ville de Henri Verneuil avec Jean-Paul Belmondo et Charles Denner, sorti en 1975, une partie de la poursuite de Marcucci dans Paris se déroule dans les couloirs de la station. Le film Les Rois mages de Bernard Campan et Didier Bourdon (2001) met en scène les trois mages revenus sur terre après deux mille ans : sur la piste de l'Étoile, ils finissent par découvrir le nouveau-né qu'ils recherchent dans les couloirs de la station Charles de Gaulle - Étoile.
- 1985 : Subway de Luc Besson.
- 2008 : Eden à l'ouest de Costa-Gavras.

## Galerie de photographies

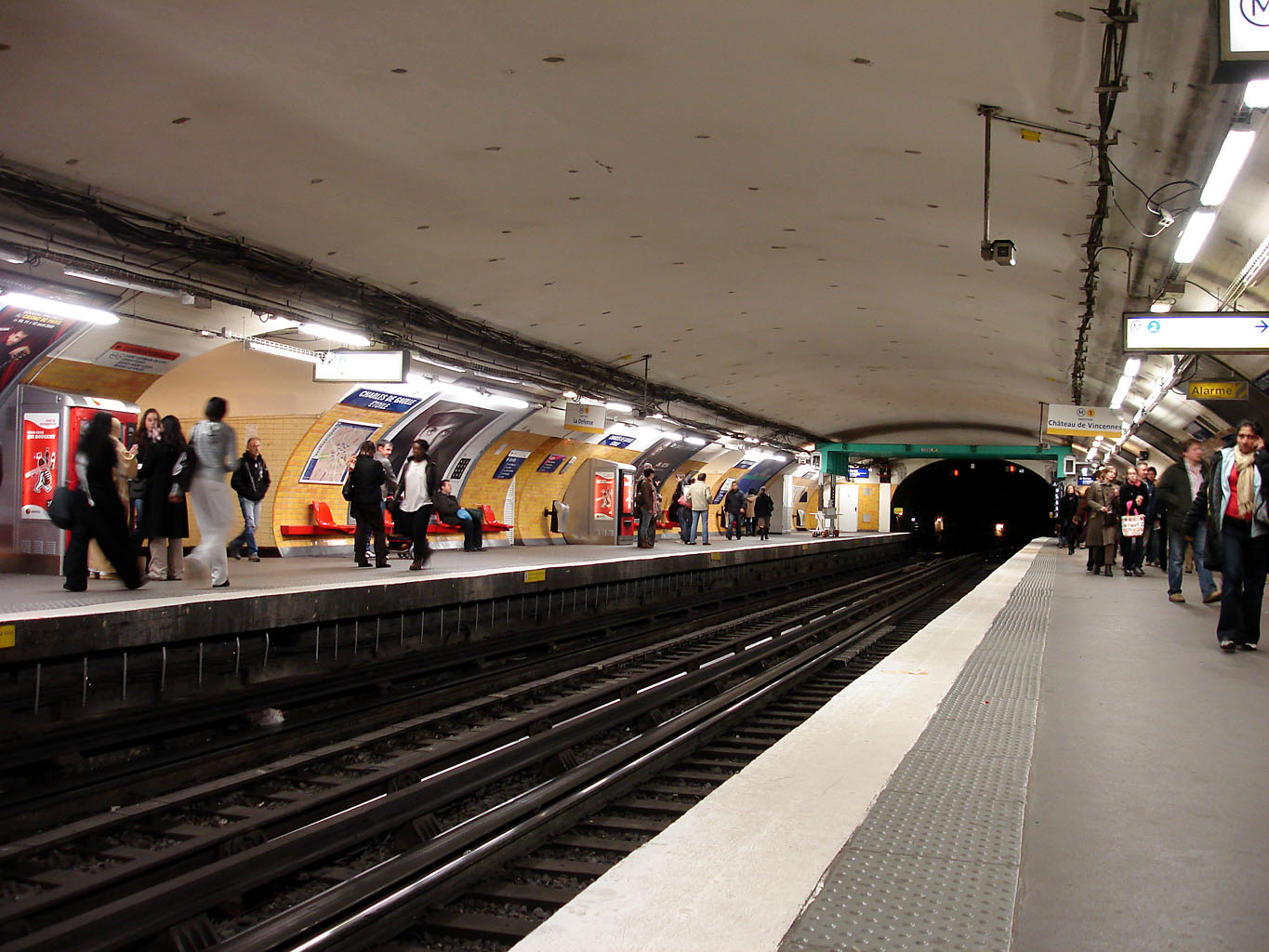
Quais de la ligne 1 pendant les travaux de rénovation.
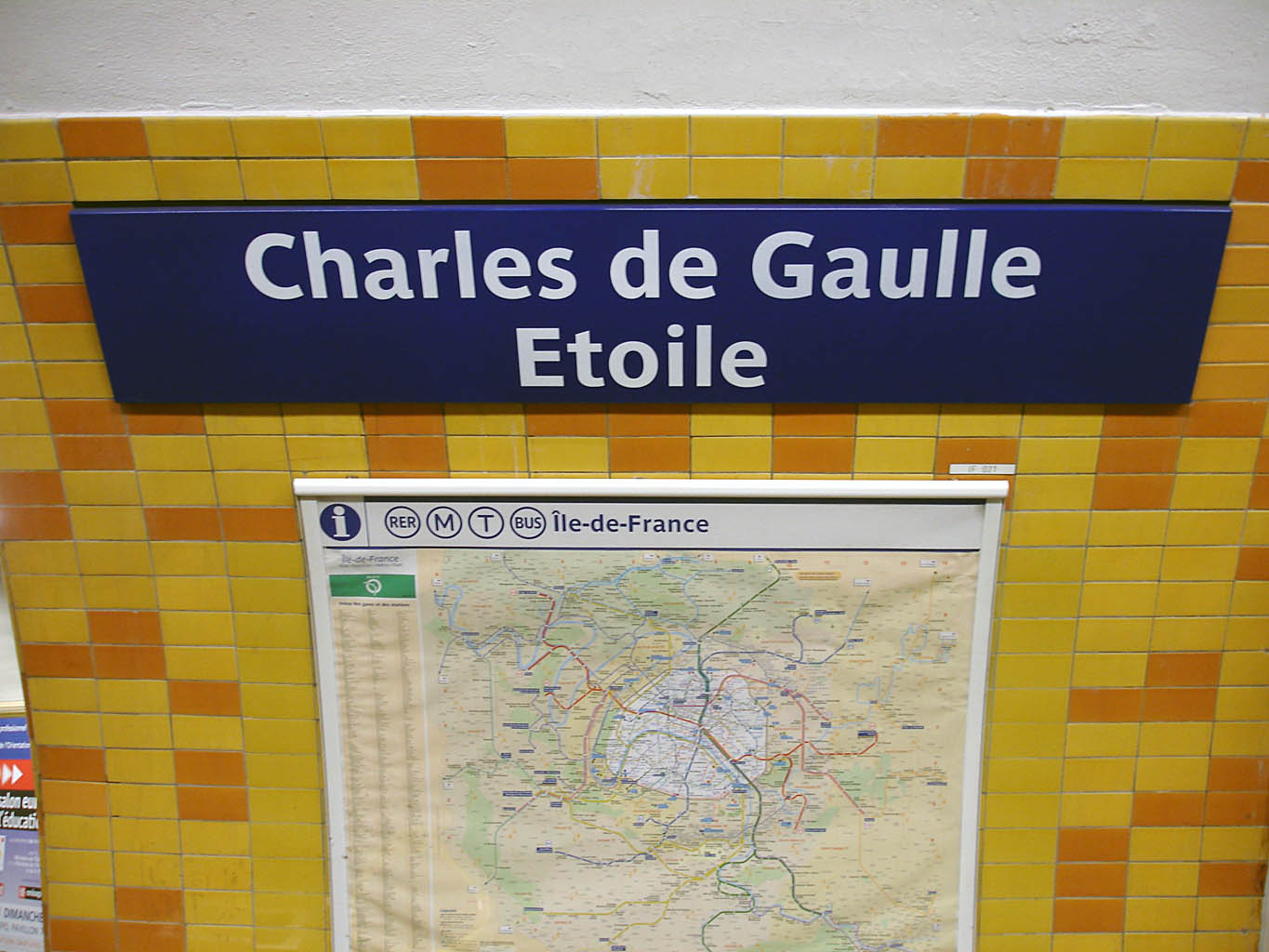
Panneau de la ligne 2.
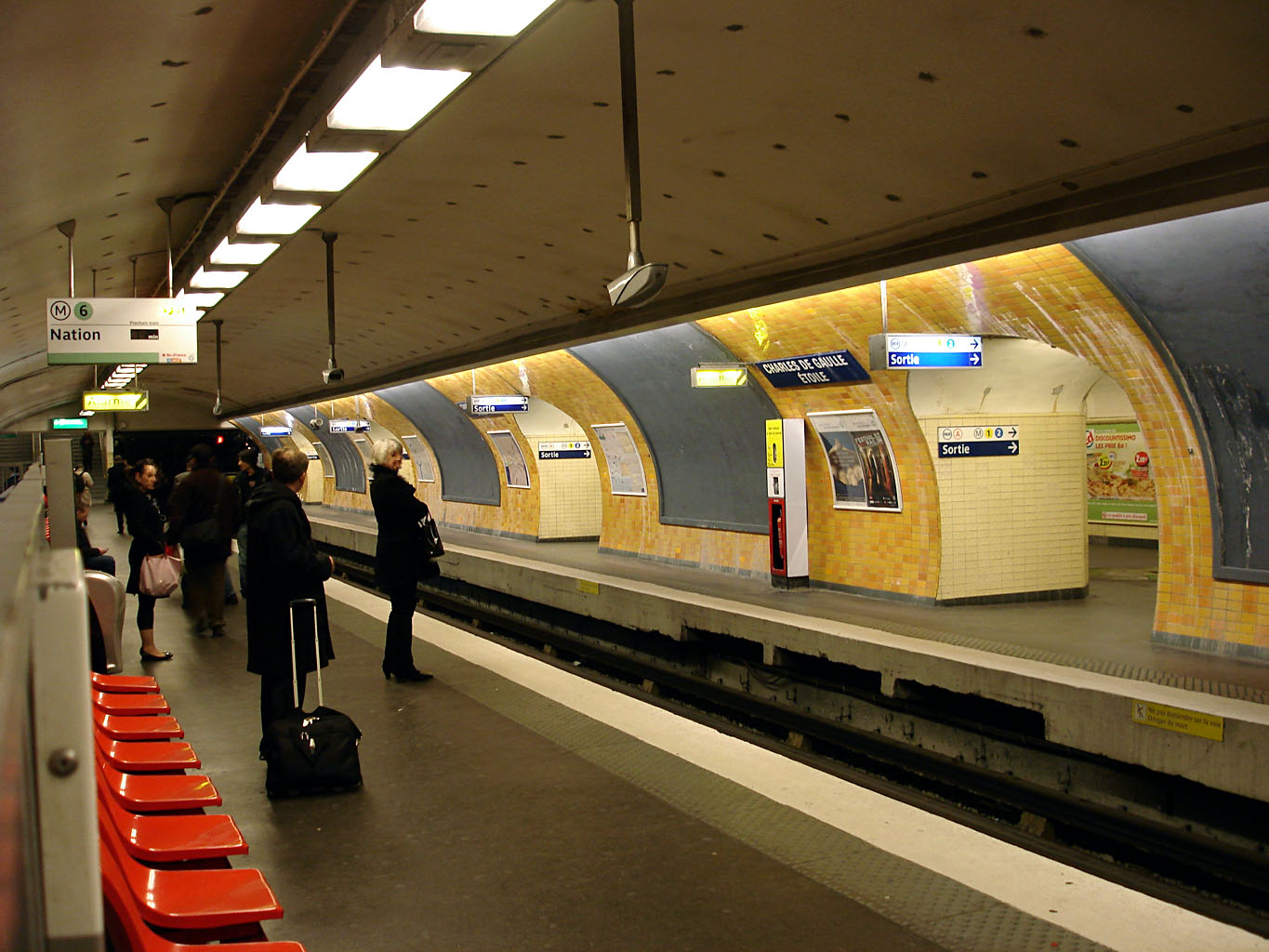
Quais de la ligne 6.
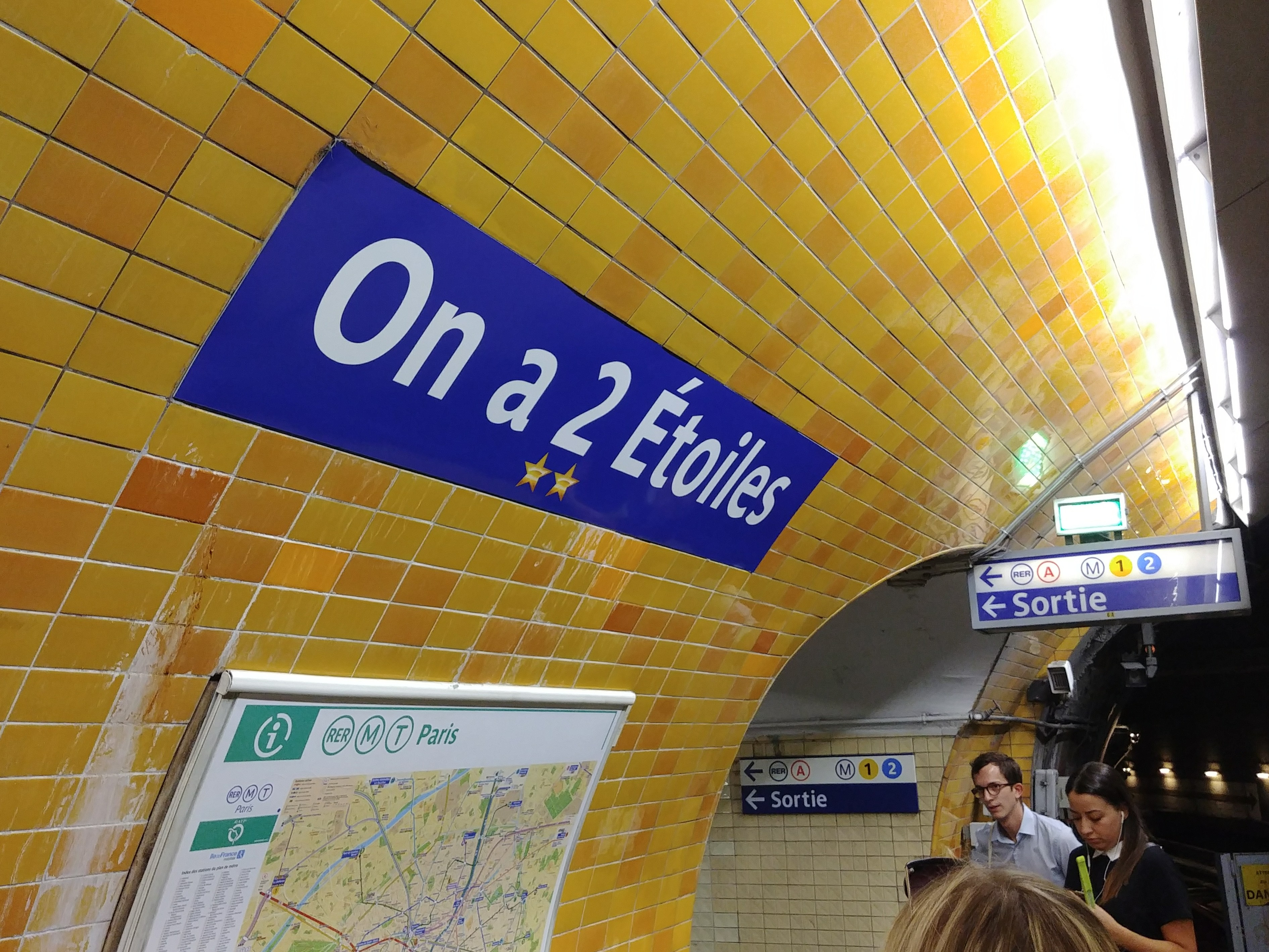
Station de la ligne 6 renommée temporairement On a 2 Étoiles après la victoire des Bleus au Mondial 2018.